# Вулиця Євського
Ву́лиця Євського — вулиця у Залізничному районі міста Львова, в місцевості Сигнівка. Сполучає вулиці Патона та Виговського.

## Історія
Вулиця утворилася в межах колишнього підміського села Сигнівка. У 1944—1993 роках вулиця мала назву Сигнівка бічна. Сучасна назва вулиці, походить з 1993 року, на честь сотника УГА, літуна-винищувача 3-го Одеського авіаційного дивізіону армії Української Держави, одного з кращих літунів УГА Сергія Євського.

## Забудова
Забудова вулиці Сергія Євського — одноповерхова садибна забудова, індивідуальні забудови нового часу (двоповерхові таунхаузи).
Під № 18, 18а, 18б, 18в, 20, 20а, 20б — сім сучасних таунхаузів, збудованих у 2015—2017 роках. Кожен будинок загальною площею 128,7 м² розташований на земельній ділянці площею 0,003 га. Під № 11 та № 15 збереглися одноповерхові будинки садибного типу, збудовані у міжвоєнний період.